# Africa Intelligence
Africa Intelligence est un quotidien d'informations publié en français et en anglais qui se donne pour mission de décrypter l'actualité des pouvoirs économiques et politiques du continent africain.
Africa Intelligence est publié à Paris par la société de presse indépendante Indigo Publications. Elle est reconnue service de presse en ligne d'information politique et générale par la Commission paritaire des publications et des agences de presse (CPPAP)

## Histoire
La première lettre confidentielle à voir le jour est La Lettre de l'Océan Indien, créée par Maurice Botbol en 1981.
En 1983, La Lettre Afrique Énergies et son édition en anglais Africa Energy and Mining sont lancées avec le soutien du journaliste spécialiste de l'Afrique Antoine Glaser.
En 1985, Antoine Glaser lance La Lettre du Continent, publication bimensuelle consacré à l'Afrique francophone.
En 1990, l'actualité de l'Afrique du Nord traitée jusqu'alors dans La Lettre du Continent, est désormais abordée dans une publication spécifique : Maghreb Confidentiel en français et Maghreb Confidential en anglais.
En 1996, le site Africa Intelligence est mis en ligne sur un site payant et regroupe l'ensemble des publications traitant du continent africain.
En 2000, est créée la lettre Africa Mining Intelligence consacrée aux activités minières. La Lettre Afrique Énergies devient donc Africa Energy Intelligence et se consacre aux seules activités énergétiques.
En 2003, le groupe de presse spécialisé Le Moniteur, basé à Paris, cède sa publication La Lettre Afrique Expansion à l'éditeur d'Africa Intelligence, Indigo Publications, qui l'intègre à La Lettre du Continent.
En 2010, La Lettre du Continent, jusque-là uniquement publiée en français, est déclinée dans une édition en anglais sous le nom West Africa Newsletter.
En 2013, Africa Intelligence passe au 100 % numérique. Les éditions papier des Lettres confidentielles disparaissent.
En février 2015, Africa Intelligence adopte une nouvelle identité graphique (site, logo, maquettes). Le portail rassemble les 5 publications La Lettre du Continent, La Lettre de l'Océan Indien, Maghreb Confidentiel, Africa Energy Intelligence et Africa Mining Intelligence.
Le 20 avril 2020, Africa Intelligence devient une publication quotidienne, en intégrant ses cinq rédactions historiques. À cette occasion, elle renforce sa rédaction en recrutant des nouveaux journalistes. Son slogan devient "Le quotidien du continent".
Le 22 février 2024, un des reporters d'Africa Intelligence, le Français Antoine Galindo, est arrêté par les autorités éthiopiennes et accusé de « conspirer en vue de créer le chaos ». L'arrestation a lieu alors que le journaliste avait rendez-vous avec un responsable du Front de libération oromo (OLF), parti politique d’opposition légalement enregistré. Africa Intelligence réagit aussitôt et dénonce des « accusations fallacieuses » qui « ne se basent sur aucun élément tangible » tout en appelant à la « libération immédiate » de son journaliste. Le 29 février 2024, soit une semaine après son arrestation, Antoine Galindo est relâché par la justice éthiopienne et peut regagner Paris.

## Ligne éditoriale
Africa Intelligence chronique les activités des hommes et femmes de pouvoir en Afrique et cherche à décrypter les relations entre autorités politiques et réseaux d'affaires[source secondaire souhaitée].
L'éditeur d'Africa Intelligence, Indigo Publications, est une société de presse indépendante de tout gouvernement ou organisation politique.
Exempte de toute publicité, Africa Intelligence a pour unique source de revenue les recettes de ses lecteurs (abonnements, ventes à l'unité). Ce modèle garantit, selon elle, l'indépendance éditoriale.

## Controverses
En janvier 2021, après que le président ivoirien Alassane Ouattara a poursuivi en diffamation un journaliste et le directeur de publication de La lettre du continent pour un article datant de 2017 sur les fonds souverains de ce pays, le tribunal estime que les propos étaient bien diffamatoires mais que les prévenus devaient être relaxés au bénéfice de la bonne foi. Il estime également que le journaliste disposait d'une « base factuelle suffisante » pour publier les propos.
En mars 2023, une enquête de The New Yorker menée par le journaliste d'investigation David D. Kirkpatrick entreprend de décrypter une campagne de diffamation ayant ciblé la société Lord Energy. Africa Intelligence y est accusé d'avoir relayé les informations d'une agence agissant pour le compte des Émirats Arabes Unis, sans travail de vérification, avec des conséquences désastreuses pour Lord Energy.
En juin 2023, Jeune Afrique intente une action en justice contre Indigo Publications, l'éditeur d'Africa Intelligence, pour « dénigrement commercial » et « concurrence déloyale ». Le tribunal de commerce  déclaré incompétent, jugeant que cette affaire relève du droit de la presse. Jeune Afrique fait appel de cette décision.